# تپه گورستان امامزاده ابراهیم
تپه قبرستان امامزاده ابراهیم مربوط به سده‌های اولیه دوران‌های تاریخی پس از اسلام است و در شهرستان خدابنده، بخش سجاسرود، روستای آقاجاری واقع شده و این اثر در تاریخ ۱۷ اسفند ۱۳۸۱ با شمارهٔ ثبت ۷۵۱۸ به‌عنوان یکی از آثار ملی ایران به ثبت رسیده است.